# Не час для горіхів
«Не час для горіхів» (англ. No Time for Nuts) — короткометражний мультфільм студії Blue Sky, головним героєм якого стає білка на ім'я Скрет. Даний мультфільм транслювався в кінотеатрах перед показом повнометражного фільму «Льодовиковий період 2: Глобальне потепління». У 2007 році мультфільм був номінований на премію «Оскар» за найкращий анімаційний короткометражний фільм.

## Історія створення
Мультфільм створювався як додатковий матеріал для DVD-видання другого «Льодовикового періоду». Сценаристи Blue Sky Studios розглядали різні ідеї, включаючи короткометражку про опосумів Креша і Едді, але зупинилися на історії про подорожі Скрета у часі, запропонованої Крісом Рено. Він хотів розповісти історію, яка була б несподіваною, але в той же час відповідала основним рисам Скрет. Створення короткометражки зайняло у авторів вісім місяців, під час яких вони також закінчували роботу над «Глобальним потеплінням» і переходили до «Хортона». Робота була закінчена в червні 2006 року, і через кілька місяців після прем'єри, несподівано для авторів, фільм був номінований на премію «Оскар» за найкращий анімаційний короткометражний фільм.

## Сюжет
Скрет, що бігає по засніженій рівнині в пошуках затишного місця для свого жолудя, зауважує в заметі якийсь предмет, що світиться, і викопує звідти футуристичну машину часу. Під льодом видний людський скелет у білому халаті й окулярах. Скрет ненавмисно запускає машину часу, і його з жолудем переносить у Середньовіччя. При перенесенні жолудь застрягає між двома каменями. Скрет не може витягнути жолудь і бачить неподалік меч, встромлений у камінь. Скрет витягує меч, чим викликає агресію лучників, що залишаються за кадром. Рятуючись від стріл, він знову прибігає до машини часу і переноситься на арену Колізею. Прагнучи швидше дістатися до жолудя, він не помічає ні змагання колісниць, одна з яких наїжджає на нього, ні випущеного на арену лева. Від лева Скрет рятується, потрапляючи на айсберг за кілька секунд до краху «Титаніка»; далі, потрапивши в першу частину мультфільму, він бореться із самим собою за єдиний жолудь. У пошуках жолудя Скрет переноситься у все більш небезпечні ситуації: на стартовий майданчик ракети із запущеним зворотним відліком, в експеримент Франкліна з повітряним змієм, на рейки перед їдучим поїздом.
Нарешті, Скрет опиняється в парку і бачить великий дуб з безліччю жолудів. Свій жолудь він зневажливо викидає. Щоб машина часу не відправила його у подальшу подорож, він ламає її. Однак при найближчому розгляді виявляється, що дуб являє собою пам'ятник, що стоїть на невеликому зеленому куточку посеред футуристичного індустріального світу. Глядач бачить табличку «Here Stood the Last Oak Tree» (укр. Тут стояв останній дуб). Тим часом пошкоджена машина часу спрацьовує востаннє і відправляє єдиний жолудь Скрета у чергову подорож по часу. Скрет, застрягши в майбутньому, кричить від розчарування.